# Xã Floodwood, Quận St. Louis, Minnesota
Xã Floodwood (tiếng Anh: Floodwood Township) là một xã thuộc quận St. Louis, tiểu bang Minnesota, Hoa Kỳ. Năm 2010, dân số của xã này là 280 người.